# Dayer Quintana
Dayer Uberney Quintana Rojas (Cómbita,  10 de agosto de 1992) é um ciclista colombiano que compete na equipa francêsa de categoria UCI ProTeam a Arkéa Samsic. É profissional desde 2014.
É o irmão mais novo do também ciclista Nairo Quintana. É de complexão muito similar a Nairo e igualmente escalador. Após a sua etapa júnior, deixou de competir durante um ano e meio no que prestou serviço militar como polícia.

## Palmarés
- 2014
  - 1 etapa da Volta à Áustria

- 2016
- Tour de San Luis

- 2018
  - 1 etapa da Colômbia Oro e Paz

## Resultados nas Grandes Voltas e Campeonatos do Mundo
Durante a sua carreira desportiva tem conseguido os seguintes postos nas Grandes Voltas e nos Campeonatos do Mundo:
| Carreira           | 2014 | 2015 | 2016 | 2017 | 2018 | 2019 |
| ------------------ | ---- | ---- | ---- | ---- | ---- | ---- |
| Giro d'Italia      | -    | 93.º | -    | -    | 82.º | -    |
| Tour de France     | -    | -    | -    | -    | -    | -    |
| Volta a Espanha    | -    | -    | -    | -    | -    | -    |
| Mundial em Estrada | -    | -    | -    | -    | -    | -    |

## Equipas
- Movistar Team (2014-2018)
- Neri Sottoli-Selle Italia-KTM[2] (2019)
- Arkéa Samsic[3] (2020-)